# Mário Costa
Mário Jorge Faria da Costa (Póvoa de Varzim, 15 de noviembre de 1985) es un ciclista portugués. Es hermano del también ciclista profesional Rui Alberto Costa
El 3 de enero de 2017 anunció su retirada del ciclismo tras nueve temporadas como profesional y con 31 años de edad.

## Palmarés

### Ruta
2010
- 3.º en el Campeonato de Portugal Contrarreloj

2011
- 2.º en el Campeonato de Portugal en Ruta

### Ciclocrós
2017
- 2.º en el Campeonato de Portugal de ciclocrós

## Resultados en Grandes Vueltas
| Carrera | Carrera         | 2008 | 2009 | 2010 | 2011 | 2012 | 2013 | 2014 | 2015 | 2016 |
| ------- | --------------- | ---- | ---- | ---- | ---- | ---- | ---- | ---- | ---- | ---- |
|         | Giro de Italia  | —    | —    | —    | —    | —    | —    | —    | —    | —    |
|         | Tour de Francia | —    | —    | —    | —    | —    | —    | —    | —    | —    |
|         | Vuelta a España | —    | —    | —    | —    | —    | —    | —    | —    | Ab.  |

—: no participa

Ab.: abandono